# Maurice d'Ocagne
Philbert Maurice d'Ocagne, ingeniero y matemático francés, nació en París el 26 de marzo de 1862. Falleció en 1938.
Se conocen muy pocos detalles biográficos de Maurice d'Ocagne, personalidad científica que pronto cayó en el olvido, quedando sólo registrados unos cuantos hitos de su vida profesional, concretada en diversos puestos ingenieriles y docentes del mayor rango en la vida pública francesa, lo que atestigua su preparación y su capacidad intelectual.
En 1885 ingresó en el cuerpo de ingenieros franceses de puentes y caminos (Corps de ponts et chaussées), trasladándose a Cherburgo, en cuya zona estuvo varios años trabajando en obras hidráulicas.
En 1894 pasó a ocupar una cátedra en la École nationale des ponts et chaussées.
En 1901 fue nombrado director del servicio cartográfico francés. 
En 1912 fue designado profesor de la École polytechnique.
En 1920 se convirtió en el inspector general de caminos y puentes de Francia.
En 1922 ingresó en la prestigiosa Académie des sciences, que le había premiado dos veces anteriormente, una en 1892 (premio Leconte) por sus trabajos sobre la nomografía y otra en 1894 (premio Dalmont), por la totalidad de su obra matemática.
El principal interés de D'Ocagne se centró durante toda su vida en las ayudas mecánicas para la realización de cálculos matemáticos complicados, campo en el que fue un reconocido especialista. Dentro de él sus aportaciones más personales e innovadoras se concretaron en los métodos gráficos, cuya multiplicidad sistematizó y clarificó, y en especial en el ámbito al que asignó en 1891 el nombre de nomografía, o cálculo por medio de nomogramas, cuya exposición sistemática publicó en 1899, en una obra ya clásica y que sigue siendo la fundamental.
Otra obra suya, Le calcul simplifié, es el catálogo más sistemático y completo de todo tipo de recursos aplicados a lo largo de la historia a la facilitación de cálculos matemáticos hasta finales del primer cuarto del siglo XX, cuando empezó la gran revolución que en este ámbito iban a suponer las grandes máquinas calculadoras mecánicas y sobre todo las electrónicas. 